# Велике (Вельський район)
Велике (рос. Великое) — селище в Вельському районі Архангельської області Російської Федерації.
Населення становить 191 особу. Входить до складу муніципального утворення Пуйське муніципальне утворення.

## Історія
Від 1937 року належить до Архангельської області.
Від 2004 року належить до муніципального утворення Пуйське муніципальне утворення.

## Населення
| 2002 | 2010 | 2012 | 2014 |
| ---- | ---- | ---- | ---- |
| 196  | ↘152 | ↗188 | ↗191 |